# Вакцини

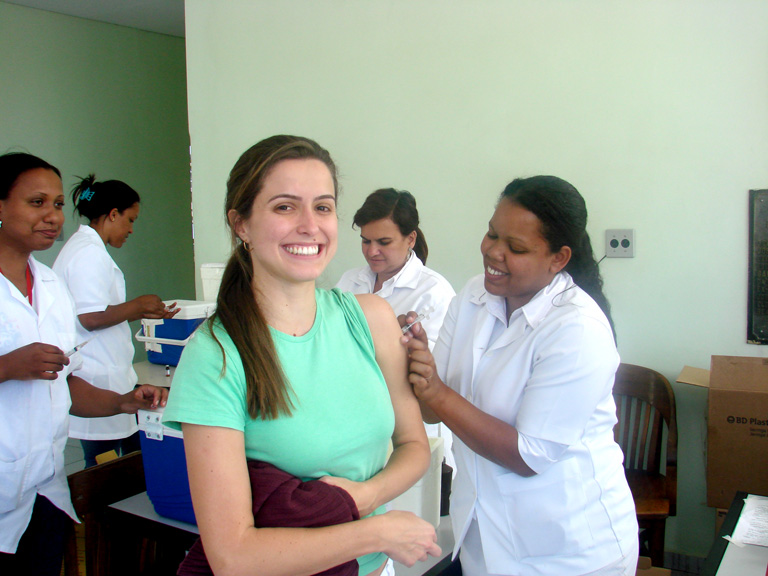
Жінка отримує вакцину від краснухи

Вакци́на (з лат. vaccina — коров'яча від лат. vacca — корова) — препарат, який містить ослаблені або вбиті збудники інфекційних хвороб чи продукти їхньої життєдіяльності, їхні синтетичні аналоги. Ці особливі речовини дістали назву від першого такого препарату проти натуральної віспи, виготовленого з вірусу коров'ячої віспи. Метод щеплень за допомогою вакцин з того часу називають вакцинацією або імунізацією.

## Історія
Творцем наукового напрямку запобігання інфекційним захворюванням за допомогою виготовлених у лабораторії вакцин був засновник медичної мікробіології Луї Пастер. Вперше вакцинацію здійснив у 1796 році англійський лікар Едвард Дженнер, який штучно прищепив дитині коров'ячу віспу, завдяки чому ця дитина набула імунітет до натуральної віспи.
Науковець, професор Володимир Хавкін, 1896 року створив перші вакцини проти чуми та холери.
Вакцини врятували людство не тільки від натуральної віспи. Зменшено тягар тяжкої дитячої хвороби поліомієліту, вакцина БЦЖ виявилася ефективною проти туберкульозу. За допомогою вбитих мікроорганізмів або виділених з них антигенів створюється певною мірою стійкий імунітет до кору, кашлюку, правця, газової гангрени, дифтерії та деяких інших інфекційних захворювань.

## Розробка вакцин

Частка дітей (у відсотках) відповідної вікової групи, які отримують сім ключових вакцин, за умови внесення їх до національних календарів щеплень. Сім вакцин: АКДС3 (проти дифтерії-кашлюку-правця), вакцину проти кору, поліомієліту, Hep 3B, вакцину проти гемофільної палички типу b, пневмококову кон'юговану вакцину та ротавірусну вакцину (проти ротавірусної інфекції). Станом на 2016 рік

Нині застосовуються комп'ютерні методи для розробки вакцин на основі даних (банків даних) геномних послідовностей багатьох бактерій, збудників паразитарних інфекцій і вірусів. Перш за все визначається нуклеотидна послідовність геному вірусу. Секвенування вже відомої структури дозволяє виявити раніше невідомі білки й використовувати ці дані для розробки вакцин. Це дозволяє проводити попередню ідентифікацію елементарних імуногенних компонентів (замість культивування). У синергізмі із протеомними технологіями дає вагоміші результати, а методи молекулярного клонування дозволяють прискорити вироблення імуногена із наступною перевіркою його антигенних властивостей.
Людством накопичений великий об'єм даних про біополімери, тому основна увага зосереджена на алгоритмах комп'ютерної обробки (статистичної, топологічної) цих даних.
Для виявлення білок-кодуючих ділянок у геномних послідовностях використовуються методи вирівнювання, які дозволяють ідентифікувати потенційні трансляційні білки, подібні до вже відомих. Аналіз амінокислотних послідовностей методом моделювання трансляції дозволяє прогнозувати функції білків патогену.

## Склад
До складу більшості вакцин входить:
- активний компонент;
- розчинник (сольовий розчин, H2O);
- стабілізатори, антибіотики;
- допоміжні речовини (солі Al, тіомерсал, формальдегід, дріжджові гриби).

За природою активного компонента вакцини бувають:
- такі, які містять цільні вбиті мікроорганізми (кашлюк, холера), активні вірусні — поліомієліт, грип;
- анатоксини (дифтерія, правець, стафілококові інфекції);
- вакцини з живих атенуйованих вірусів (кір, грип, поліомієліт);
- вакцини з перехресно-реагуючих живих організмів, імунологічно пов'язаних зі збудником (натуральна віспа);
- хімічно синтезовані субодиниці чи отримані за допомогою генної інженерії (гепатит B, грип);
- адсорбовані вакцини (АКДС).

Зазначається, що кількість стабілізатора чи допоміжної речовини на кілька порядків менша ніж та, що може спричинити побічну дію. Так, наприклад, вміст антибіотика канаміцину в одній дозі пероральної поліомієлітної вакцини становить не більше 30 мікрограмів, тоді як доза, яка використовується з лікувальною метою, вимірюється в міліграмах на кілограм маси тіла; вміст тіомерсалу (мертиоляту) в одній дозі вакцини для профілактики гепатиту В становить 0,025 міліграмів, в одній дозі адсорбованої кашлюково-дифтерійно-правцевоі вакцини — 0,005 міліграма, тоді як доза, що може завдати шкоди організму — 75 міліграмів на кілограм маси тіла; вміст формальдегіду в рідкій інактивованій вакцині для профілактики поліомієліту не більше 0,1 міліграма в одній дозі тоді як шкідлива доза — 100 міліграмів на кілограм маси тіла[джерело?].

## Типи вакцин
Сучасні вакцини поділяють на чотири групи:
- вакцини, які виготовляють із живих збудників з ослабленою вірулентністю (проти натуральної віспи, туберкульозу, чуми, сибірки, сказу, грипу, поліомієліту тощо);
- вакцини з убитих патогенних мікробів (холерна, черевнотифозна, кашлюкова, лептоспірозна, поліомієлітна тощо);
- анатоксини (виготовляються з екзотоксинів відповідних збудників обробкою їх 0,3-0,4%-м розчином формаліну і витримуванням за температури 38-40 °С протягом 3-4 тижнів). Добуті у такий спосіб дифтерійний, правцевий, стафілококовий, холерний та інші анатоксини знайшли широке застосування в практиці;
- хімічні вакцини (їх виготовляють не з цілих бактеріальних клітин, а із хімічних комплексів, добутих шляхом обробки суспензії клітин спеціальними методами; наприклад, для профілактики черевного тифу, паратифів і правця застосовують хімічну сорбовану вакцину з О- і Vi-антигенів черевнотифозних бактерій і очищеного концентрованого правцевого анатоксину).

### Живі вакцини
Живі вакцини містять ослаблений живий мікроорганізм. Можуть бути отримані шляхом селекції (БЦЖ, грипозна). Вони здатні розмножуватися в організмі й породжувати вакцинальний процес, формуючи несприйнятливість. Втрата вірулентності в таких штамів закріплена генетично, однак в осіб з імунодефіцитами можуть виникнути серйозні проблеми. Як правило, живі вакцини є корпускулярними.
Живі вакцини одержують шляхом штучного атенуйовання (ослаблення штаму) (BCG — 200—300 пасажів на жовчному бульйоні, ЖВС — пасаж на тканині нирок зелених мавп) або підбираючи природні авірулентні штами (дивергентна вакцина). У XXI столітті можливим став шлях створення живих вакцин за допомогою генної інженерії на рівні хромосом з використанням рестриктаз. Отримані штами будуть мати властивості обох збудників, хромосоми яких були узяті для синтезу. Аналізуючи властивості живих вакцин варто виділити, як позитивні, так і їхні негативні якості.
Позитивні сторони: по механізму дії на організм нагадують «дикий» штам, можуть приживлятися в організмі й довгостроково підтримувати імунітет (для корової вакцини вакцинація в 12 місяців і ревакцинація в 6 років), витісняючи «дикий» штам. Використовуються невеликі дози для вакцинації (звичайно однократна) і тому вакцинацію організаційно легко проводити. Останнє дозволяє рекомендувати даний тип вакцин для подальшого використання.

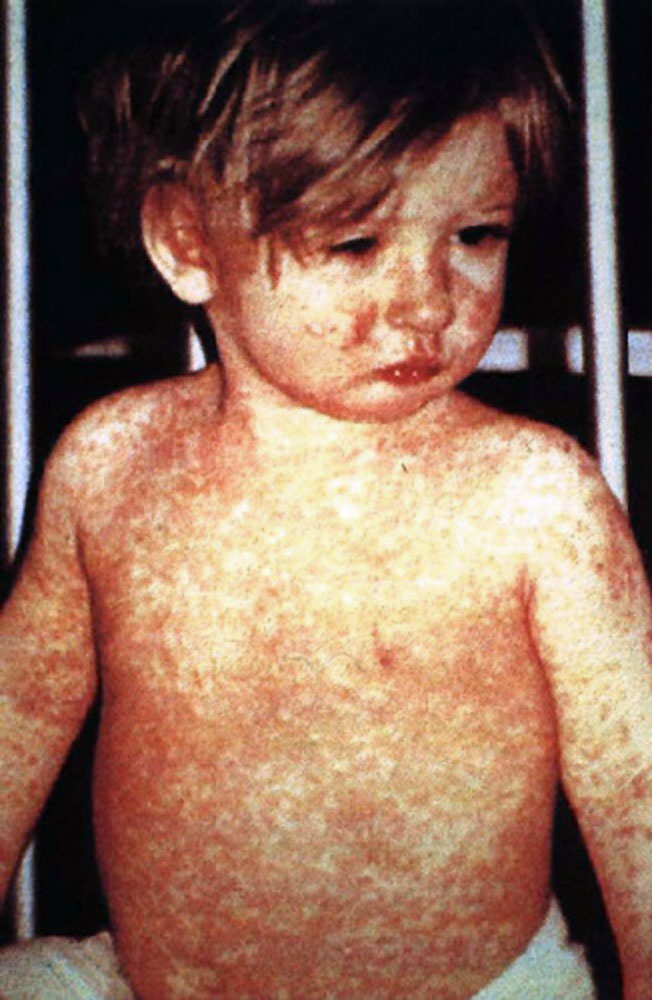
Дитина хвора на кір — хворобу, якій можна запобігти за допомогою вакцини

Негативні сторони: жива вакцина корпускулярна — містить 99 % баласту і тому звичайно досить реактогенна, водночас вона здатна зумовлювати мутації клітин організму (хромосомні аберації), що особливо небезпечно стосовно статевих клітин. Живі вакцини містять віруси-забруднювачі (контамінанти), особливо це небезпечно стосовно мавпячого синдрому набутого імунодефіциту і онкогенних вірусів. Живі вакцини важко дозуються і погано піддаються біоконтролю, чутливі до дії високих температур і вимагають неухильного дотримання холодового ланцюга.
Хоча живі вакцини вимагають спеціальних умов збереження, вони продукують досить ефективний клітинний та гуморальний імунітет і зазвичай потрібне лише одне бустерне введення. Більшість живих вакцин вводиться парентерально (за винятком поліомієлітної вакцини).
На тлі переваг живих вакцин є й одне застереження, а саме: можливість реверсії вірулентних форм, що може стати причиною захворювання вакцинованого. З цієї причини живі вакцини повинні бути ретельно протестовані. Пацієнти з імунодефіцитами (які отримують імуносупресивну терапію, при СНІДі та пухлинах) не повинні вакцинуватися такими вакцинами.
Прикладом живих вакцин можуть служити вакцини для профілактики краснухи (Рудивакс), кору (Рувакс), поліомієліту (Поліпро Себин Веро), туберкульозу, епідемічного паротиту (Імовакс Орейон). Живі вакцини випускаються в ліофілізованому вигляді (крім поліомієлітної).

### Інактивовані (убиті) вакцини
Інактивовані вакцини одержують шляхом впливу на мікроорганізми хімічним шляхом чи нагріванням. Такі вакцини є досить стабільними і безпечними, тому що не можуть спричинити реверсію вірулентності. Вони часто не вимагають низькотемпературного збереження, що зручно в практичному використанні. Однак у цих вакцин є і ряд недоліків, зокрема, вони породжують відносну слабку імунну відповідь і вимагають застосування декількох доз (бустерні імунізації).

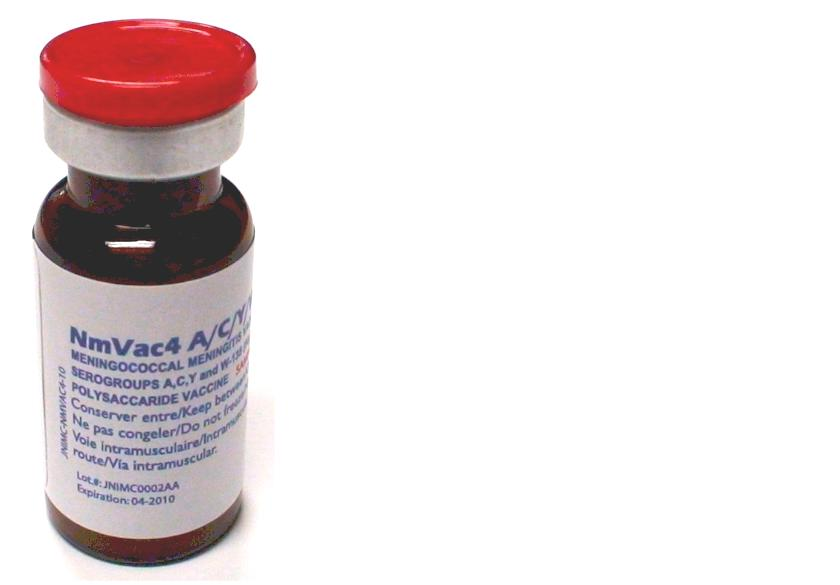
Вакцина проти менінгококової інфекції

Вони містять або убитий цілий мікроорганізм (наприклад цільно кліткова вакцина проти коклюшу, інактивована вакцина проти сказу, вакцина проти вірусного гепатиту А), або компоненти клітинної стінки чи інших частин збудника, як, наприклад, в ацелюлярній вакцині проти коклюшу, кон'югованій вакцині проти гемофільної інфекції, у вакцині проти менінгококовій інфекції. Їх убивають фізичними (температура, радіація, ультрафіолетове опромінення) чи хімічними (спирт, формальдегід) методами. Такі вакцини реактогенні, застосовують їх мало (коклюшна, проти гепатиту А).
Інактивовані вакцини також є корпускулярними. Аналізуючи властивості корпускулярних вакцин також варто виділити, як позитивні, так і їхні негативні якості. Позитивні сторони: корпускулярні убиті вакцини легше дозувати, краще очищати, вони довгостроково зберігаються і менш чуттєві до температурних коливань. Негативні сторони: вакцина корпускулярна — містить 99 % баласту і тому реактоген, крім того, містить агент, використовуваний для умертвіння мікробних кліток (фенол). Ще одним недоліком інактивованої вакцини є те, що мікробний штам не приживляється, тому вакцина слабка і вакцинація проводиться у 2 чи 3 приймання, вимагає частих ревакцинацій (АКДС), що сутужніше щодо організації порівняно з живими вакцинами. Інактивовані вакцини випускають як у сухому (ліофілізованому), так і в рідкому вигляді.

### Анатоксини
Багато мікроорганізмів, які спричинюють захворювання в людини, небезпечні тим, що виділяють екзотоксини, котрі є основними патогенетичними факторами захворювання (наприклад, дифтерія, правець, газова гангрена). Анатоксини / токсоїди, які використовують як вакцини, індукують специфічну імунну відповідь. Для одержання вакцин токсини найчастіше знешкоджують за допомогою формаліну.

### Асоційовані вакцини
Вакцини різних типів, що містять кілька складників (багатокомпонентні вакцини).

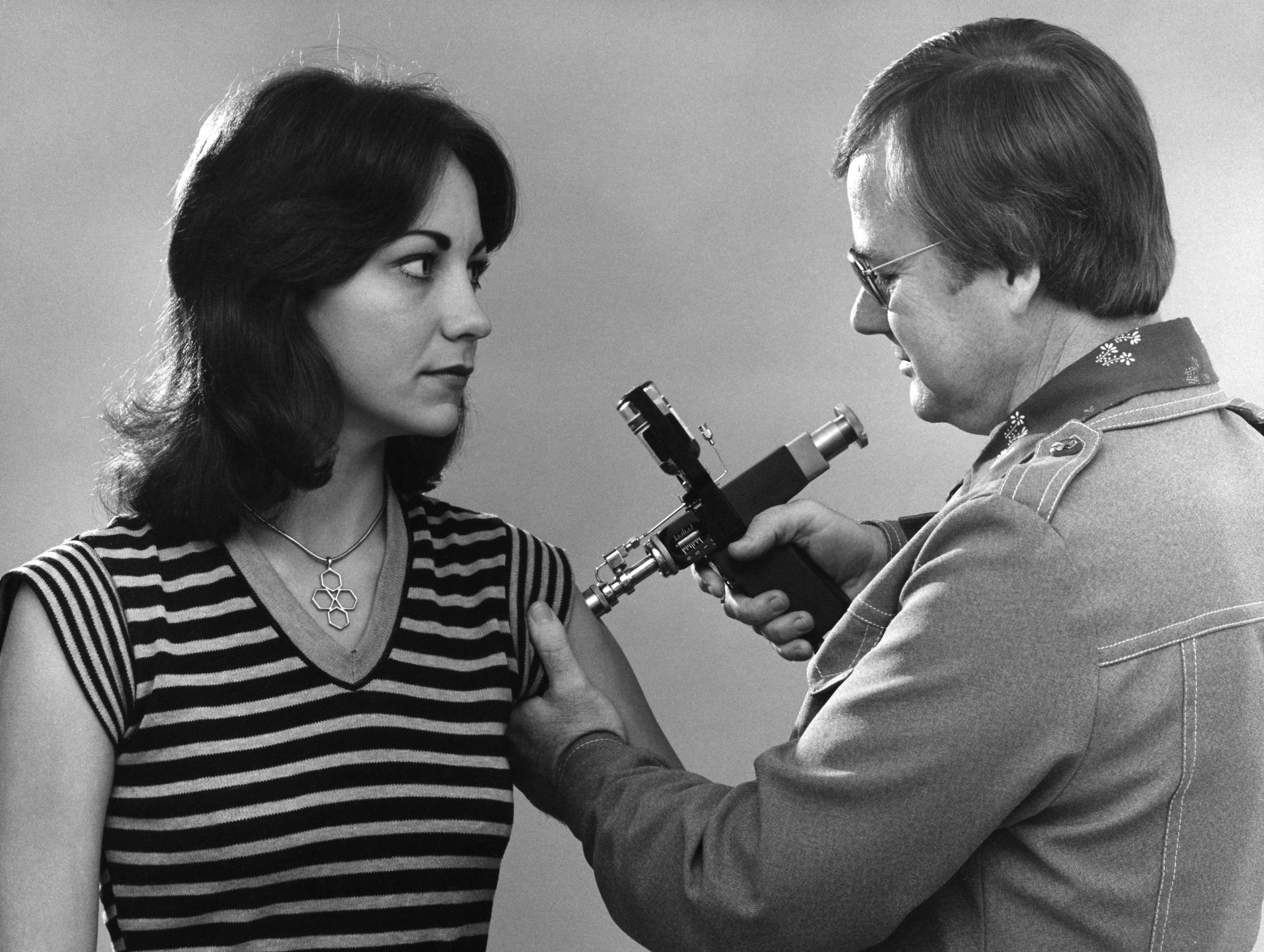
Жінка у 1976 році отримує вакцину від грипу А. Вакцинація проводиться спеціальним пістолетом, який невдовзі був знятий з виробництва через те, що його було важко знезаражувати і відбувалася передача гемоконтактних інфекцій (вірусних гепатитів B, C, ВІЛ-інфекції)

### Корпускулярні вакцини
Корпускулярні вакцини — бактерії, віруси, інактивовані хімічним (формалін, спирт, фенол) або фізичним (тепло, ультрафіолетове опромінення) впливом. Прикладами корпускулярних вакцин є: коклюшна (як компонент АКДС і Тетракок), антирабічна, лептоспірозна, грипозні цільновіріонні, вакцини проти кліщового енцефаліту, проти гепатиту А (Аваксим), інактивована поліовакцина.

### Хімічні вакцини
Хімічні вакцини містять компоненти клітинної стінки чи інших частин збудника, як, наприклад, в ацелюлярній вакцині проти коклюшу, кон'югованій вакцині проти гемофільної інфекції чи у вакцині проти менінгококової інфекції.
Хімічні вакцини створюються з антигенних компонентів, витягнутих з клітини мікроорганізму. Виділяють ті антигени, що визначають імуногенні характеристики його. До таких вакцин відносяться: полісахаридні вакцини (Менинго А+З, Акт-ХІБ, Пневмо 23, Тифим Ви), ацелюлярні коклюшні вакцини.

### Біосинтетичні вакцини
Біосинтетичні вакцини — це такі, що отримані методами генної інженерії, є штучно створеними антигенними детермінантами мікроорганізмів. Прикладом може служити рекомбінантна вакцина проти вірусного гепатиту B, вакцина проти ротавірусної інфекції. Для їхнього одержання використовують клітини дріжджів, в які вбудовують вирізаний ген, що кодує вироблення необхідного для одержання вакцини протеїну, що потім виділяється в чистому вигляді.
Біосинтетичні вакцини — це синтезовані з амінокислот пептидні фрагменти, що відповідають амінокислотній послідовності тим структурам вірусного (бактеріального) білка, що розпізнаються імунною системою і зумовлюють імунну відповідь. Важливою перевагою синтетичних вакцин порівняно з узвичаєними є те, що вони не містять бактерій і вірусів, продуктів їхньої життєдіяльності та спричинюють імунну відповідь вузької специфічності. Крім того, відкидаються труднощі вирощування вірусів, збереження і можливості реплікації в організмі вакцинованої людини у разі використання живих вакцин. Для створення даного типу вакцин можна приєднувати до носія кілька різних пептидів, вибирати найбільш імуногенні з них, для поєднання з носієм. Разом з тим, синтетичні вакцини менш ефективні, у порівнянні з традиційними, тому що багато ділянок вірусів мають значну мінливість у плані імуногенності й дають меншу імуногенність, ніж нативний вірус. Однак, використання одного чи двох імуногенних білків замість цілого збудника, забезпечує утворення імунітету зі значним зниженням реактогенності вакцини і її побічної дії.

### Векторні (рекомбінантні) вакцини
Векторні (рекомбінантні) вакцини — це такі, що отримані методами генної інженерії. Суть методу: гени вірулентного мікроорганізму, який відповідальний за синтез протективних антигенів, вбудовують у геном непатогенного мікроорганізму, котрий при культивуванні продукує і накопичує відповідний антиген. Прикладом може служити рекомбінантна вакцина проти вірусного гепатиту B, вакцина проти ротавірусної інфекції. Нарешті, є позитивні результати використання так званих векторних вакцин, коли на носій — живий рекомбінантний поксвірус (вектор) наносяться поверхневі білки двох вірусів: глікопротеїн D вірусу простого герпесу і гемаглютинін вірусу грипу А. Відбувається необмежена реплікація вектора і розвивається рівнозначна імунна відповідь проти вірусної інфекції обох типів.
Дія окремих компонентів бактеріальних, вірусних і паразитарних антигенів виявляється на різних рівнях і в різних ланках імунної системи. Їх результат може бути лише один: клінічні ознаки захворювання — видужання — ремісія — рецидив — чи загострення, інші стани організму. Так, зокрема, АДС — через 3 тижні після її введення дітям приводить до зростання рівня Т-клітин і збільшенню змісту ЕКК у периферичній крові, полівалентна бактеріальна вакцина Лантіген B стимулює антитілоутворення Ig A у крові та слині, але найголовніше, що при подальшому спостереженні у вакцинованих відзначене зменшення числа випадків захворювання, а якщо вони і виникали, то перебігали легше. Клінічна картина хвороби, отже є найдосконалішим показником вакцинації.
Рекомбінантні вакцини — для виробництва цих вакцин застосовують рекомбінантну технологію, вбудовуючи генетичний матеріал мікроорганізму в клітини дріжджів, що продукують антиген. Після культивування дріжджів з них виділяють потрібний антиген, очищають і готують вакцину. Прикладом таких вакцин можуть служити вакцина проти гепатиту В (Еувакс У) та вакцина Ervebo проти хвороби, яку спричинює вірус Ебола.

### Вакцини четвертого покоління
Більшість вакцин цього покоління перебувають на шляху удосконалення. До них належать:
- Антиідіотипічні
- ДНК-вакцини
- РНК-вакцини

Більшість використовуваних вакцин є активними вакцинами, які містять активну речовину, котра викликає адаптивну імунну відповідь в імунній системі вакцинованої людини та має довготривалу дію шляхом утворення клітин пам'яті. Натомість пасивні вакцини, які складаються з очищених антитіл від вакцинованих або видужалих тварин (рідше: людей) або виготовлені рекомбінантно, захищають від хвороби лише на кілька тижнів.
Вакцини можна використовувати як проти інфекційних агентів (патогенів), так і проти карциноми (вакцини проти раку) або для десенсибілізації деяких алергенів. Вакцини містять або антиген, або ДНК чи РНК, які кодують цей антиген. Антиген (від англ. antibody-generating) — це складник вакцини, який викликає адаптивну імунну відповідь. При найближчому розгляді антиген має один або кілька епітопів, проти яких після вакцинації виробляється пристосовна імунна відповідь. Вакцина може складатися з антигену одного патогену або суміші кількох антигенів різних патогенів чи штамів патогенів. Вакцина також може містити добавки для підвищення її дієвості.
Вакцини проти COVID-19 (Pfizer-BioNTech, Moderna), є РНК вакцинами.

## Календар вакцинації

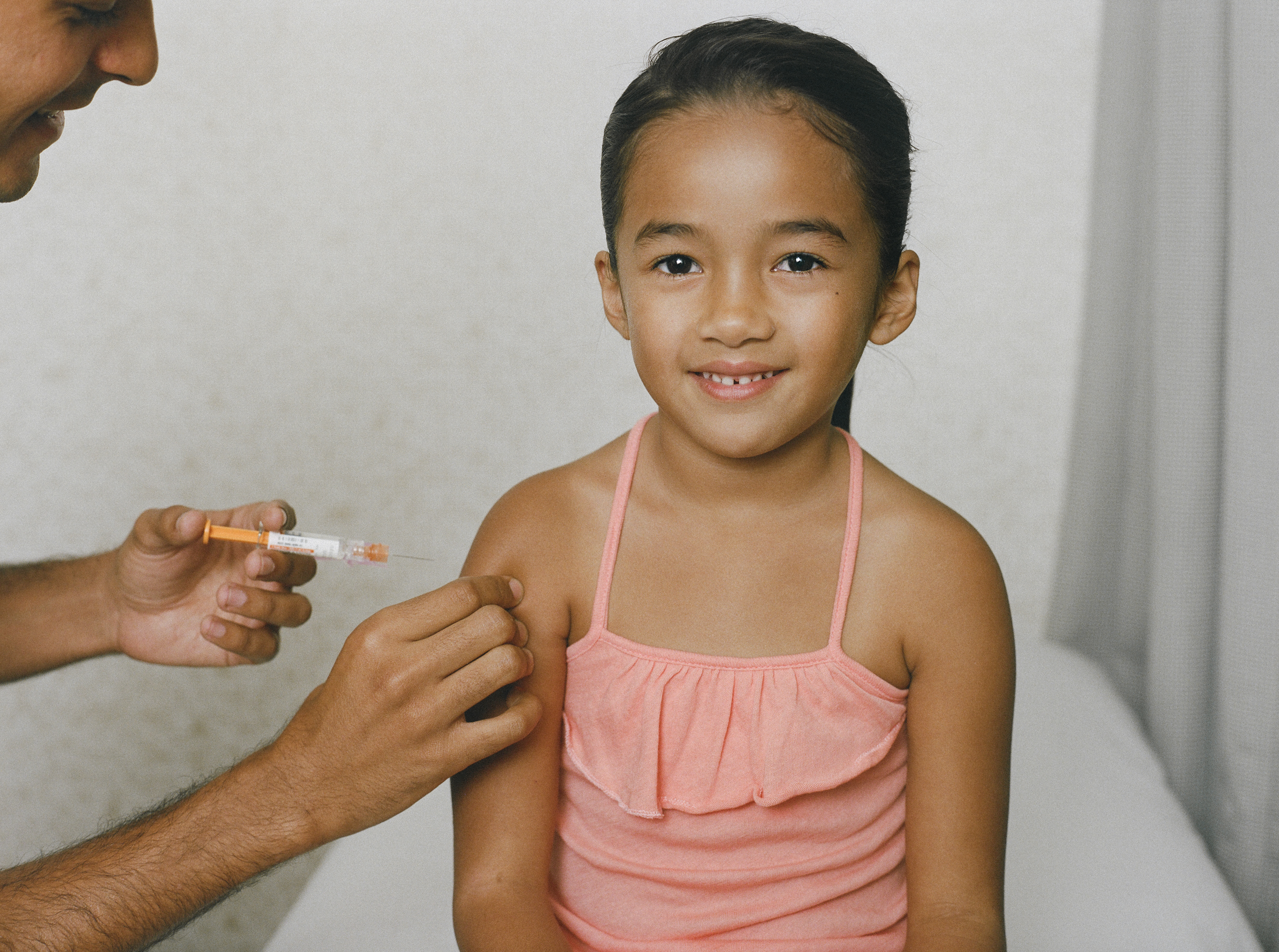
Зазвичай вакцину вводять у м'яз за допомогою шприца.

Заради надання найкращого захисту, дітям рекомендується робити вакцинацію тільки-но їхня імунна система розвинеться достатньо щоб відповідати на певні вакцини, а також коли потрібні додаткові дози вакцини, щоб досягти «повного імунітету». Це привело до створення складних календарів вакцинацій.
В Україні всі вакцинації проводять відповідно до наказу МОЗ від  11.08.2014 № 551 «Про удосконалення проведення профілактичних щеплень в Україні» та від 16.09.2011 № 595 «Про порядок проведення профілактичних щеплень в Україні та контроль якості й обігу медичних імунобіологічних препаратів».
- Новонароджені в перші 12 годин прищеплюються від вірусного гепатиту В.
- Новонароджені на 3-7-ий день проходять вакцинацію БЦЖ проти туберкульозу.
- На 1 місяць — друга вакцинація проти гепатиту В.
- На 2 місяць — перші щеплення вакциною АКДП (проти дифтерії, кашлюку, правця), вакциною від поліомієліту (ін'єкційною поліомієлітною вакциною — ІПВ) і гемофільною вакциною (Хіб).
- У 4 місяці — друге щеплення вакциною АКДП, вакциною від поліомієліту (ІПВ) і Хіб-вакциною.
- На 6 місяць — третє щеплення вакциною АКДП і вакциною від поліомієліту (ОПВ) і вірусного гепатиту B.
- На 12 місяць — вакцинація проти кору, краснухи, епідемічного паротиту і третє щеплення Хіб-вакциною.
- У 18 місяць — перша ревакцинація проти дифтерії, кашлюку, правця і вакцина від поліомієліту (ОПВ).
- У 6 років  2 ревакцинація проти поліомієліту (ОПВ) + дифтерії і правця (АДП), вакцина проти кору, епідемічного паротиту, краснухи.
- У 7 років — ревакцинація проти туберкульозу.
- У 14 років — третя ревакцинація проти поліомієліту.
- У 16 років — третя ревакцинація проти дифтерії і правця (АДП-м).
- Дорослі — ревакцинація проти дифтерії, правця кожні 10 років від часу останньої ревакцинації.

| Гепатит B | 1 доза1 |      | 2 доза1 |                         |                         | 3 доза1                 |                  |                                   |                        |      |                  |                          |                                         |
| Туберкульоз |         | БЦЖ2 |         |                         |                         |                         |                  |                                   |                        | БЦЖ3 |                  |                          |                                         |
| Дифтерія, правець |         |      |         | 1 доза АКДП (або АаКДП) | 2 доза АКДП (або АаКДП) | 3 доза АКДП (або АаКДП) |                  | 1 ревак- цинація АКДП (або АаКДП) | 2 ревак- цинація (АДП) |      |                  | 3 ревак- цинація (АДП-М) | ревак- цинація, та кожні 10 рр. (АДП-М) |
| Кашлюк |         |      |         | 1 доза АКДП (або АаКДП) | 2 доза АКДП (або АаКДП) | 3 доза АКДП (або АаКДП) |                  | 1 ревак- цинація АКДП (або АаКДП) |                        |      |                  |                          |                                         |
| Гемофільна паличка тип b |         |      |         | 1 доза                  | 2 доза                  |                         | 1 ревак- цинація |                                   |                        |      |                  |                          |                                         |
| Поліомієліт |         |      |         | 1 доза                  | 2 доза                  | 3 доза                  |                  | 1 ревак- цинація                  | 2 ревак- цинація       |      | 3 ревак- цинація |                          |                                         |
| Кір, краснуха, паротит |         |      |         |                         |                         |                         | 1 доза           |                                   | 2 доза                 |      |                  |                          |                                         |
| Різні вакцини виділено кольорами. ↑ Якщо мати HBsAg «–» (документально підтверджено), вакцинацію проти гепатиту B можна провести протягом перших місяців життя. Новонародженим від HBsAg-негативних матерів з масою тіла менше 2000 г вакцинацію можна провести після досягнення маси 2000 г або віку 1 місяць. Якщо стан дитини важкий, щеплення проводять після його покращення перед випискою з лікарні. Народженим від HBsAg-позитивних («+») матерів першу дозу вводять у перші 12 годин життя незалежно від маси тіла. Докладніше, див. джерела. ↑ Вакцинація проти туберкульозу проводиться на 3-5 добу після народження (не раніше ніж через 48 годин). Недоношених дітей щеплюють після досягнення маси 2500 г. Щеплення не проводять в один день із іншими щепленнями. Дітям, яким не виповнилось 2 місяці щеплення проводять без проби Манту. Після віку 2 місяців слід виконати пробу Манту і, якщо вона негативна, провести щеплення. Діти у яких не сформувався рубчик, але є достовірні дані про проведення щеплення БЦЖ, не потребують повторної вакцинації. ↑ Ревакцинації підлягають діти з 7 років, з негативним результатом проби Манту та неінфіковані мікобактеріями туберкульозу. |         |      |         |                         |                         |                         |                  |                                   |                        |      |                  |                          |                                         |

## Безпека
Розробка і виготовлення сучасних вакцин відбувається відповідно до високих вимог до їхньої якості, насамперед нешкідливості для щеплених. Звичайно такі вимоги ґрунтуються на рекомендаціях Всесвітньої Організації Охорони здоров'я, що залучає для їхнього складання найавторитетніших фахівців з різних країн світу. Взірцевою вакциною міг би вважатися препарат, що відповідає наступним вимогам:
- повністю нешкідливий для щеплених, а у випадку живих вакцин — і для людей, до яких вакцинний мікроорганізм попадає внаслідок контактів із щепленими;
- здатний викликати стійкий імунітет після мінімальної кількості введень (не більш трьох);
- може вводитися в організм способом, що не потребує парентеральних маніпуляцій, наприклад, нанесенням на слизові оболонки;
- достатньо стабільний, щоб не допустити погіршення властивостей вакцини при транспортуванні і збереженні в умовах прищеплювального пункту;
- недорогий, щоб ціна не перешкоджала масовому застосуванню вакцини.

### Виробництво

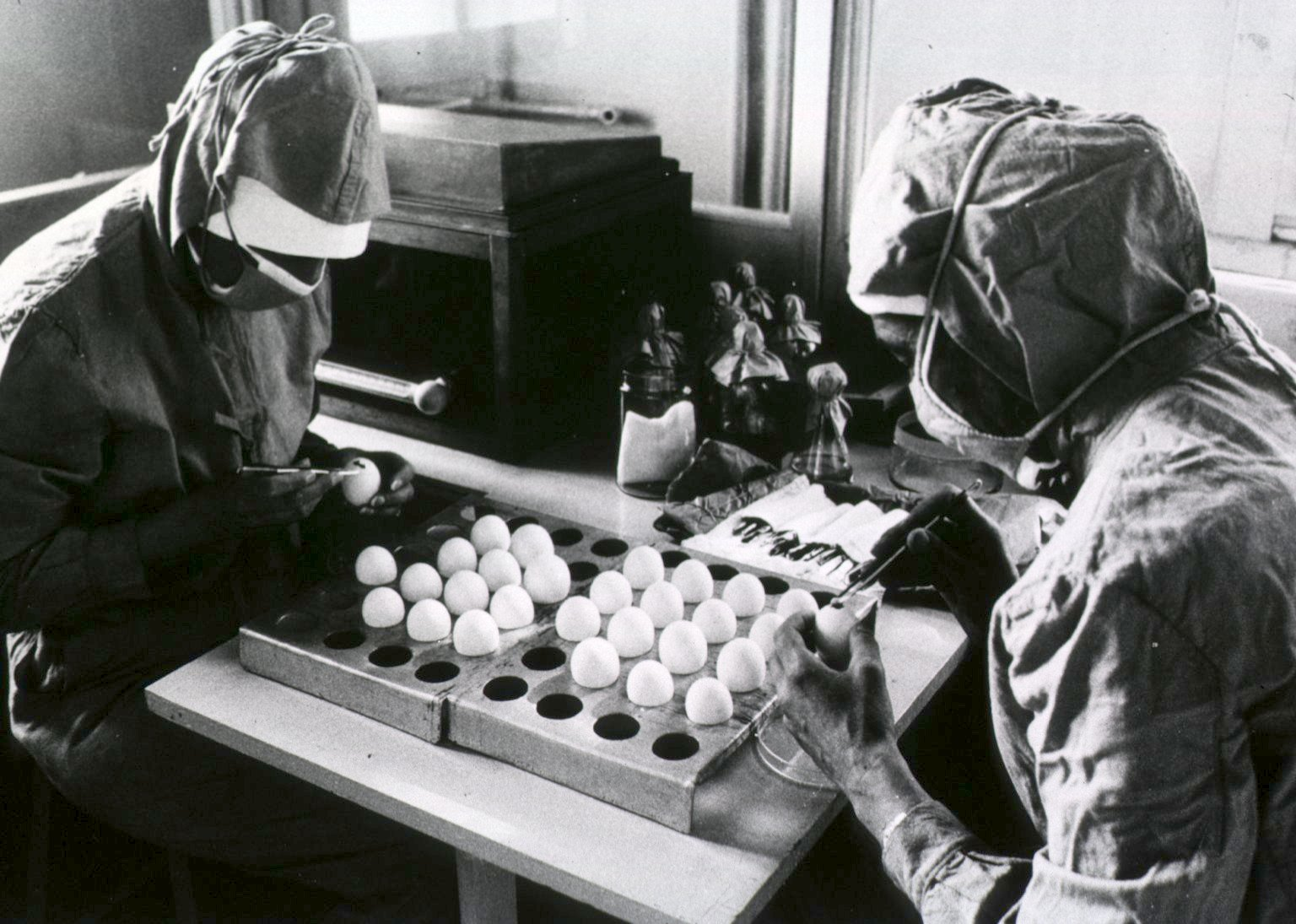
Приготування вакцин проти кору.

Виготовлення вакцин засадничо відрізняється від інших видів
виробництва, зокрема звичайного фармацевтичного підприємства, тим, що вакцини — призначені для введення мільйонам людей, переважна більшість з яких цілком здорові. Це обумовлює надзвичайно суворий виробничий процес із жорсткими вимогами відповідності, які виходять далеко за межі вимог, котрих потребують інші продукти.
Залежно від антигену, спорудження підприємства з виробництва вакцини, може коштувати від 50 до 500 мільйонів доларів США, для чого потрібне вузькоспеціалізоване обладнання, чисті кімнати та приміщення для зберігання. Існує всесвітня нестача персоналу з правильним поєднанням навичок, досвіду, знань, обізнаності та особистісних якостей для заповнення ними ліній виробництва вакцин. За помітним винятком Бразилії, Китаю та Індії, освітні системи багатьох країн що розвиваються, не в змозі забезпечити достатньо кваліфікованих кандидатів, і виробники вакцин які розташовані в таких країнах, повинні наймати іноземних працівників, щоби продовжити виробництво.
Виробництво вакцини має кілька ступенів. Спочатку утворюється сам антиген. Віруси вирощують або на первинних клітинах, як-от курячі яйця (наприклад, для грипу), або на безперервних клітинних лініях, як-от культивовані людські клітини (наприклад, проти гепатиту А). Бактерії вирощують у біореакторах (зокрема, Haemophilus influenzae типу b). У подібний спосіб, рекомбінантний білок, отриманий з вірусів чи бактерій, може бути створений в дріжджах, бактеріях або культурах клітин.
Після утворення антигену його виділяють із клітин, які використовувалися для його створення. Вірус може знадобитися інактивувати, можливо, без додаткового очищення. Рекомбінантні білки потребують багатьох операцій, що передбачають ультрафільтрацію та колонкову хроматографію. Нарешті, вакцина готується з додаванням ад'ювантів, стабілізаторів і консервантів за потреби. Ад'ювант посилює імунну відповідь на антиген, стабілізатори збільшують термін зберігання, а консерванти дозволяють використовувати багатодозові флакони. Комбіновані вакцини важче розробити та виробити, через ймовірну несумісність і взаємодію між антигенами й іншими залученими складниками.
Останнім етапом виробництва вакцини перед розповсюдженням, є заповнення та обробка, що є процесом наповнення флаконів вакцинами та пакування їх для розповсюдження. Хоча це начебто проста частина процесу виробництва вакцини, вона часто є вузьким місцем під час розповсюдження та введення вакцин.
Технології виробництва вакцин розвиваються. Очікується, що культивовані клітини ссавців будуть ставати все більш важливими, порівняно зі звичайними варіантами, як-от курячі яйця, завдяки більшій продуктивності та низькій частоті питань із забрудненням. Очікується, що технологія рекомбінації, яка виробляє генетично детоксиковані вакцини, стане придатнішою для виготовлення бактеріальних вакцин, де використовуються анатоксини. Очікується, що комбіновані вакцини зменшать кількість антигенів, які вони містять, а отже й знизять небажані взаємодії, завдяки застосуванню молекулярних зразків, пов'язаних з патогенами.

#### Виробники вакцин
Компанії з найбільшою часткою ринку у виробництві вакцин — Merck, Sanofi, GlaxoSmithKline, Pfizer і Novartis, водночас 70 % продажів вакцин зосереджено в ЄС або США (2013 р.).Заводи з виробництва вакцин потребують великих капіталовкладень (від 50 до 300 мільйонів доларів США) впродовж від 4 до 6 років, а повний процес розробки вакцини триває від 10 до 15 років. Виробництво в країнах, що розвиваються, відіграє все більшу роль у постачанні цих країн, особливо щодо давніших вакцин, зокрема в Бразилії, Індії та Китаї.  Виробники в Індії є найпередовішими в країнах що розвиваються, наприклад Інститут сироватки Індії, один з найбільших виробників вакцин за кількістю вакцинних доз і новатор у процесах, нещодавно підвищивши ефективність виробництва вакцини проти кору в 10-20 разів, завдяки переходу на культуру клітин MRC-5 замість курячих яєць.  Виробничі можливості Китаю зосереджені на забезпеченні власних внутрішніх потреб, причому лише Sinopharm (CNPGC) забезпечує понад 85 % доз для 14 різних вакцин у Китаї.: 48  Бразилія наближається до точки забезпечення власних внутрішніх потреб за допомогою технології, переданої з розвиненого світу.: 49

## Спротив вакцинації

Відсоток населення за країнами, відповідно до рівня схвалення виразу «Важливо робити щеплення дітям» (2018).

Суперечки про вакцинацію стосуються питання потрібності, дієвості та безпеки вакцин і власне вакцинації. Безпека та користь щеплення, що історично перебувало у центрі наукових суперечок, нині є предметом наукового загального сприйняття, зокрема, завдяки тому, що вакцинація дозволила з середини Xi століття зменшити захворюваність на деякі інфекційні захворювання і знизити летальність від них. Боротьба проти щеплення, також звана рухом антивакцинаторів, часто посилається на теорії змови.
Попри наукову згоду на користь вакцинації, вона, як і раніше, заперечується антивакцинними рухами, які підтримують вигадані суперечки про те, що вакцинація не є корисною, або взагалі шкідливою і що вона може навіть спричинити певні захворювання, як-от розсіяний склероз, чи окремі розлади, наприклад аутизм. Насправді ж недовіра до вакцинації неодноразово призводила до зниження показників вакцинації, а також збільшення випадків відповідних захворювань. Інколи, ці побоювання мали серйозні наслідки для охорони здоров'я, наприклад, у Великій Британії, де зниження охоплення вакцинацією на тлі розбіжностей щодо ролі щеплення від аутизму, спричинило серйозні наслідки зі здоров'ям, а також кілька смертей. Недостатня вакцинація дітей, вважається чинником відродження кору у всьому світі.
Для прикладу, у червні 2021 року опитування, проведене Gallup, показало, що Франція є першою країною у світі, яка виступає за «проти-щеплювальні» ідеї.
Понад те, законність обов'язкової вакцинації, також породжує суперечки. Сприймана антивакцинальними або лібертаріанськими асоціаціями як образа основних свобод, у демократичних країнах вона вважається необхідністю в ім'я загального блага.